# Douglass, Kansas
Douglass là một thành phố thuộc quận Butler, tiểu bang Kansas, Hoa Kỳ. Năm 2010, dân số của xã này là 1700 người.

## Dân số
Dân số các năm:
- Năm 2000: 1813 người
- Năm 2010: 1700 người